# 恵庭市立柏小学校
恵庭市立柏小学校（えにわしりつ かしわしょうがっこう）は、北海道恵庭市文京町3丁目に所在する公立小学校。
児童 385名（2024年現在）

## 概要
恵庭市立柏小学校と同じ敷地内に恵庭市立恵庭中学校がある。敷地は元々家畜市場が使用したり、挽馬の競馬場としても使用されていた。家畜市場が恵南に移設され、その後、恵庭中学校の第二グラウンドとして利用されていた。

## 沿革
1965年に恵庭小学校から分離。恵庭小学校の校舎を一部借りて開校し、現在の文京町に新校舎が完成し移転した。一陣として普通教室6完成に踏まえ5年生を除き一学級ずつと職員室（普通教室1室を利用）を新校舎に移動。校舎第二期工事（普通教室12、特別教室2）が完成し、職員室として使用している普通教室から特別教室に移動。恵庭小学校に残っていた全児童・職員を移動。校舎第三期工事（体育館など）が完成により2階にあった職員室を予定の場所に移動。1975年に児童増により校舎が対応できなくなったため若草小学校と分離した。
年表
- 1965年（昭和40年） - 恵庭小学校の校舎を一部借りて恵庭町立柏小学校開校、校舎第一期工事完成により移転、校舎第二期工事完成、校章制定[3][5]。
- 1966年（昭和41年） - 校歌完成[3]、体育館完成、校舎第三期工事完成[6]。
- 1970年（昭和45年） - 市制施行により恵庭市立柏小学校に改称。
- 1972年（昭和47年） - 校舎第四期増築工事完成、校舎第五期増築工事完成[7]。
- 1973年（昭和48年） - 校舎第六期工事着工、市営プール完成[8]。
- 1975年（昭和50年） - ことばの教室設置、若草小学校と分離[3]。
- 1977年（昭和52年） - 通学区変更[9]。
- 1979年（昭和54年） - かしのみ学級設置[3]。
- 1989年（平成元年）- 大規模改造工事[10]。
- 1990年（平成2年）7月28日 - この日から10月22日まで、第一期大規模改修工事[11]。
- 1991年（平成3年）7月24日 - この日から翌年2月25日まで、第二期大規模改修工事[11]。
- 1996年（平成8年） - 体育館改築[3]。
- 2004年（平成16年） - ことばの教室を恵み野小学校に移設[3]。

## 教育目標
基礎基本をしっかりと身につけ、心身ともに健康で人間性豊かな子どもの育成。
- 思いやりのある子（情）
- がんばりぬく子（意）
- よく考える子（知）
- たくましい子（体）

## 学校行事
学校行事は以下の通り。
- 4月 - 前期始業式、入学式
- 5月 - 市立図書館見学（5・6年）
- 6月 - 運動会、遠足、修学旅行（6年）
- 7月 - 夏季休業
- 8月 - 宿泊学習（5年）
- 9月 - 社会見学（1年・3年・4年）
- 10月 - 前期終業式、秋季休業、後期始業式、社会見学（2年）
- 11月 - 学芸発表会
- 12月 - 冬季休業
- 1月 -
- 2月 - 6年生送る会
- 3月 - 卒業式、修了式、学年末休業

## 通学区域
通学区域は以下の通り。
- 大町
- 柏木町
- 北柏木町3丁目
- 幸町
- 島松沢
- 盤尻
- 文京町
- 牧場
- 美咲野

## 進学先中学校
通学区域によって二校に別れる。
- 恵庭市立恵庭中学校
- 恵庭市立柏陽中学校

## 著名な出身者
- 古谷有美（TBSアナウンサー）[16]

## 交通アクセス
鉄道
- JR千歳線恵庭駅（西口）より徒歩28分。

バス
- えにわコミュニティバス（ecoバス）循環A・Bコース「恵庭中学校」停留所下車、徒歩2分[17]。